# 大原洋人
大原 洋人（おおはら ひろと、1996年11月14日 - ）は、日本のサーファー。千葉県長生郡一宮町出身。
姉の大原沙莉も2012年に世界ボディーボード選手権で日本人初となる優勝を達成している。明聖高等学校通信コース卒業。2015年にVans US Open Of Surfingで優勝し、日本のサーフィン史上初の快挙となった。マネージメント契約はアミューズ。
2020年東京オリンピック男子サーフィンでは準々決勝まで進出したが、準々決勝でイタロ・フェヘイラ（ブラジル）に敗れ5位となった。
2024年のパリオリンピック出場は断念した。